# Summenfrequenzspektroskopie
Die Summenfrequenzspektroskopie (SFS, englisch sum frequency spectroscopy, auch sum frequency generation spectroscopy, SFGS, vibrational sum frequency spectroscopy, VSFS, oder sum frequency vibrational spectroscopy, SFVS, genannt) ist ein molekülspektroskopisches Verfahren, das auf einem nichtlinear optischen Effekt zweiter Ordnung bei der Summenfrequenzerzeugung (englisch sum frequency generation, SFG) basiert. Sie ist eng verwandt mit der Raman- und der Infrarotspektroskopie.
Die Methode zur Aufnahmen ganzer Spektren wurde 1986 von X. D. Zhu, einem Mitarbeiter aus der Forschungsgruppe von Yuen-Ron Shen, beschrieben. Die Gruppe hatte damals nach einer selektiven Methode zur Untersuchung von Oberflächen von zentrosymmetrischen Materialien, wie Flüssigkeiten, Gasen und optisch isotropen Festkörpern im infraroten Spektralbereich gesucht und hatte bereits einige Jahre zuvor über ein ähnliches Messsystem berichtet. Damals stand jedoch noch kein durchstimmbarer Laser zur Aufnahme von Spektren zur Verfügung, so dass erste Untersuchungen nur an einer durch die beiden Laser festgelegten Frequenz durchgeführt werden konnten.

## Beschreibung
Für die Beobachtung der Phänomene von nichtlinearen optischen Effekten wird eine sehr hohe Strahlungsintensität benötigt, wie sie beispielsweise durch Laser mit einer hohen Spitzenleistung erreicht werden kann.  Bei der Summenfrequenzspektroskopie wird, ähnlich wie bei der nichtlinearen Raman-Spektroskopie (engl. coherent anti-Stokes Raman spectroscopy, CARS), die Probe mit einem Laserstrahl fester Frequenz (meist im sichtbaren Licht oder nahen Infrarot) bestrahlt. Zusätzlich wird ein zweiter, gepulster Laser dessen Frequenz im Infrarotbereich einstellbar (durchstimmbar) ist, ebenfalls auf die Probe gestrahlt. Beide Laserpulse durchdringen die Probe und werden so aufeinander abgestimmt, dass sie sich an der zu untersuchenden Oberfläche räumlich und zeitlich überlagern/addieren. Es entsteht ein Summenfrequenzsignal mit der Frequenz {\displaystyle \omega _{\text{SF}}}:
{\displaystyle \omega _{\text{SF}}=\omega _{\text{IR}}+\omega _{\text{VIS}}}
Entspricht die Frequenz des Infrarotlasers {\displaystyle \omega _{\text{IR}}} einer Anregung der Grenzfläche, kommt es zu einer resonanten Überhöhung des Signals. Bei dieser Drei-Photonen-Wechselwirkung, einem optischen Prozess zweiter Ordnung (ähnlich der Differenzfrequenzerzeugung  (engl. difference frequency generation, DFG) oder der Erzeugung der zweiten Harmonischen (engl. Second Harmonic Generation, SHG), wird ausgenutzt, dass die Suszeptibilität zweiter Ordnung χ(2) nicht null ist. Dieser Effekt tritt bei hohen Feldstärken in der Nähe von Symmetriebrüchen (des Materials) auf, beispielsweise an einer Grenzfläche. Durch diese räumliche Begrenzung des Signals erklärt sich die außerordentliche Sensitivität der SFS an der Grenzfläche zweier inversionssymmetrischer Materialien.
Als Spektrum erhält man im Wesentlichen eine Überlagerung des nichtresonanten Hintergrundsignals mit den Schwingungsresonanzen an der Grenzfläche der Moleküle zur Luft- oder zum Lösungsmittel.

## Anwendung
Die Tatsache, dass Summen- oder Differenzfrequenzerzeugung nur dann möglich sind, wenn ein Symmetriebruch vorliegt, macht die SFS zu einer oberflächensensitiven Methode. Die Methode ist sensitiv für Monolagen auf der Oberfläche und kann im Gegensatz zu anderen oberflächenanalytischen Methoden ohne Vakuumbedingungen eingesetzt werden. Dadurch können etwa heterogenkatalytische Vorgänge an Oberflächen erstmals unter Bedingungen untersucht werden, die denen des technischen Einsatzes entsprechen.
Die Summenfrequenzspektroskopie ist eine experimentell aufwendige Methode, die jedoch gegenüber alternativen Verfahren, wie der Elektronenenergieverlustspektroskopie oder der Infrarotspektroskopie, den Vorteil einer spezifischen Grenzflächenempfindlichkeit aufweist. Die Ursache dafür liegt unter anderem in der Tatsache, dass das resultierende SFG-Signal in der Regel in einem Spektralbereich liegt, in dem es leistungsstarke Photomultiplier mit Empfindlichkeit im Bereich von Einzelphotonen gibt. Die SFS wird daher unter anderem zur Materialuntersuchung eingesetzt, sie eignet beispielsweise sich zur Charakterisierung von Oberflächenbelegungen und Adsorbaten, sowohl unter Ultrahochvakuum als auch unter Druck.